# Raliwka
Raliwka, Radłowice (ukr. Ралівка) – wieś na Ukrainie w rejonie samborskim obwodu lwowskiego, siedziba hromady Raliwka; nad Dniestrem.
Znajdują się tu przystanki kolejowe Rajliwka i Radłowice, położone na linii Stryj – Sambor oraz parafii Matki Bożej z Lourdes.

## Historia
Pod koniec XIX wieku wieś leżała w powiecie samborskim. 

W II Rzeczypospolitej wieś w powiecie samborskim w woj. lwowskim.

W latach 1943–1944 nacjonaliści ukraińscy z OUN-UPA zamordowali tutaj 10 Polaków.

W Radłowicach został pochowany starosta Kazimierz Lenczewski (1882-1938).